# 九龍巴士287線
九龍巴士287線是香港一條新界巴士路線，於2024年4月28日起投入服務，循環來往大學站及西沙 GO PARK，途經耀安邨、錦英苑及利安邨，全程收費為$9.3，屬九龍巴士87K線之特別班次。

## 歷史
為配合十四鄉一帶的房屋發展，運輸署在《2023－2024年度巴士路線計劃》中，建議開辦五條新巴士路線來往十四鄉及各區，並以招標形式挑選合適的巴士公司營辦。惟各線服務範圍並未有涵蓋大學站，當時九巴和城巴均表示會積極研究開辦十四鄉往返大學站新路線的可行性。2023年9月，運輸署宣佈把五條新路線的專營權均批予城巴，投標結果一出隨即引來一些財經專頁群起鞭撻，《東方日報》則認為城巴不諳十四鄉新發展區的運作，又批評城巴於兩個新發展地區皇后山及屯門的營運表現並不理想，認為由九巴經營十四鄉新路線對居民更有利。
隨着十四鄉的戶外體育及康樂用途場地於2024年起陸續落成，運輸署於同年3月建議新增一條全新巴士路線，循環來往大學站及十四鄉，途經錦英苑及利安邨，並直接交由九巴營辦，以回應「地區訴求」。新路線編號為「287」，並在同年4月28日起正式投入服務，6月16日起來回方向於馬鞍山路近錦駿苑增設中途站。12月15日：星期六、日及公眾假期尾班車時間延遲至22:00。

## 服務時間及班次
287線所有常規班次均於大學站開出，並於每日上午至晚間提供服務，列表如下：
| 大學站開             | 大學站開     | 大學站開     |
| 日期                 | 服務時間     | 班次（分鐘） |
| -------------------- | ------------ | ------------ |
| 星期一至五           | 08:00－20:30 | 30           |
| 星期六、日及公眾假期 | 08:00－13:00 | 30           |
| 星期六、日及公眾假期 | 13:00－20:00 | 20           |
| 星期六、日及公眾假期 | 20:00－22:00 | 30           |

## 收費
287線全程收費為$9.3，並設有大學站來往錦龍苑$5.1之雙向分段收費。
287線設有12歲以下小童及65歲或以上長者半價優惠，當中60歲－64歲香港居民、65歲或以上長者與合資格殘疾人士如以指定八達通繳付287線的車資，均可享有長者及合資格殘疾人士公共交通票價優惠計劃提供的$2票價優惠。乘客登車時需以現金或八達通卡繳付車資，不設找贖；而每位成人乘客可免費帶同最多兩名四歲以下而且不佔座位的兒童乘車。此外，乘客亦可透過多元化電子支付系統（e度嘟）繳付車資，乘客使用此付款方式不能享有與非九巴／龍運路線之轉乘優惠，亦不能享有「公共交通費用補貼計劃」及「長者及合資格殘疾人士乘車優惠計劃」。

## 使用車輛
287線主要使用比亞迪B12D 12米（BED）雙層電動巴士行走。

## 行車路線

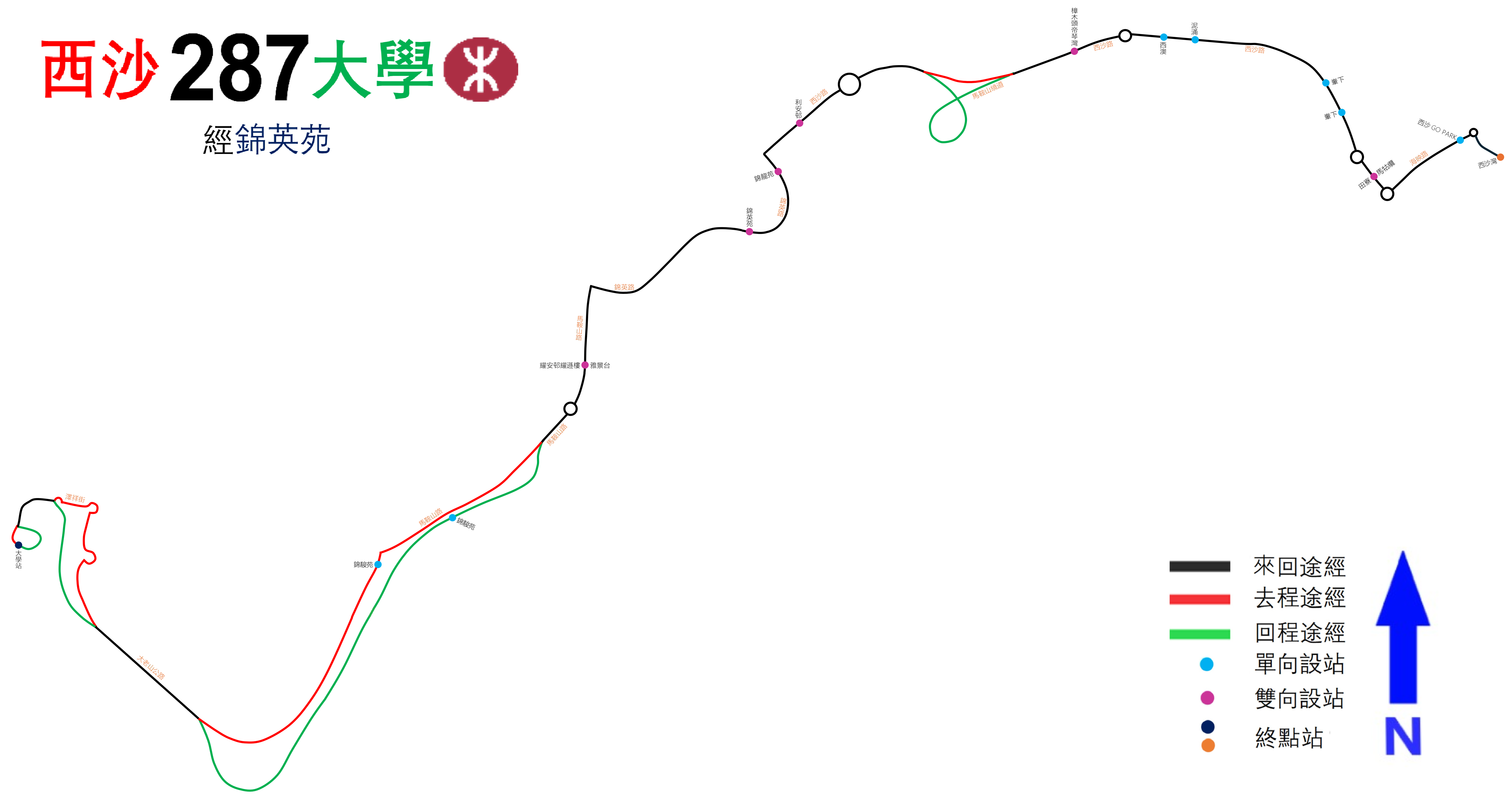
九巴287線的走線圖

287線所有班次均由大學站開出，並途經澤祥街、大老山公路、馬鞍山路、錦英路、西沙路、海映路、迴旋處、海映路、西沙路、馬鞍山繞道、西沙路、錦英路、馬鞍山路、大老山公路及澤祥街折返大學站，具體停站請參考資訊框。